# Iraqi Airways
Іракські авіалінії англ. Iraqi Airways або Air Iraq) — найбільша авіакомпанія Іраку, національний перевізник цієї країни і найстаріша на Близькому Сході. Базується в міжнародному аеропорту «Багдад» в Багдаді. Входить до складу учасників Арабської повітряної організації.

## Історія
Авіакомпанія «Іракські авіалінії» була заснована в 1945 році, а 29 січня 1946 року виконала свої перші рейси на літаках Dragon Rapide і Vickers VC.1 Viking. У 60-х роках «Іракські авіалінії» купують російські літаки Ту-124, що дозволяє перевізнику розширити маршрутну мережу і забезпечувати польоти в Європу та Африку. Пізніше був придбаний Іл-76 для виконання вантажних рейсів.
В цей же час у авіакомпанії з'являється далекомагістральний літак Boeing 747, який дозволяє перевізнику виконувати трансконтинентальні рейси в Нью-Йорк.

### Воєнний час
У 1990 році Саддам Хусейн вводить свої війська в Кувейт. Це стає причиною для того, щоб ООН ввела санкції проти Іраку в галузі авіації. «Іракським авіалініям» було заборонено виконувати польоти в країни Європи. На той момент авіакомпанія мала 17 літаків, які вона перемістила в секретні місця. Для більшості стоянкою стали аеропорти Йорданії.

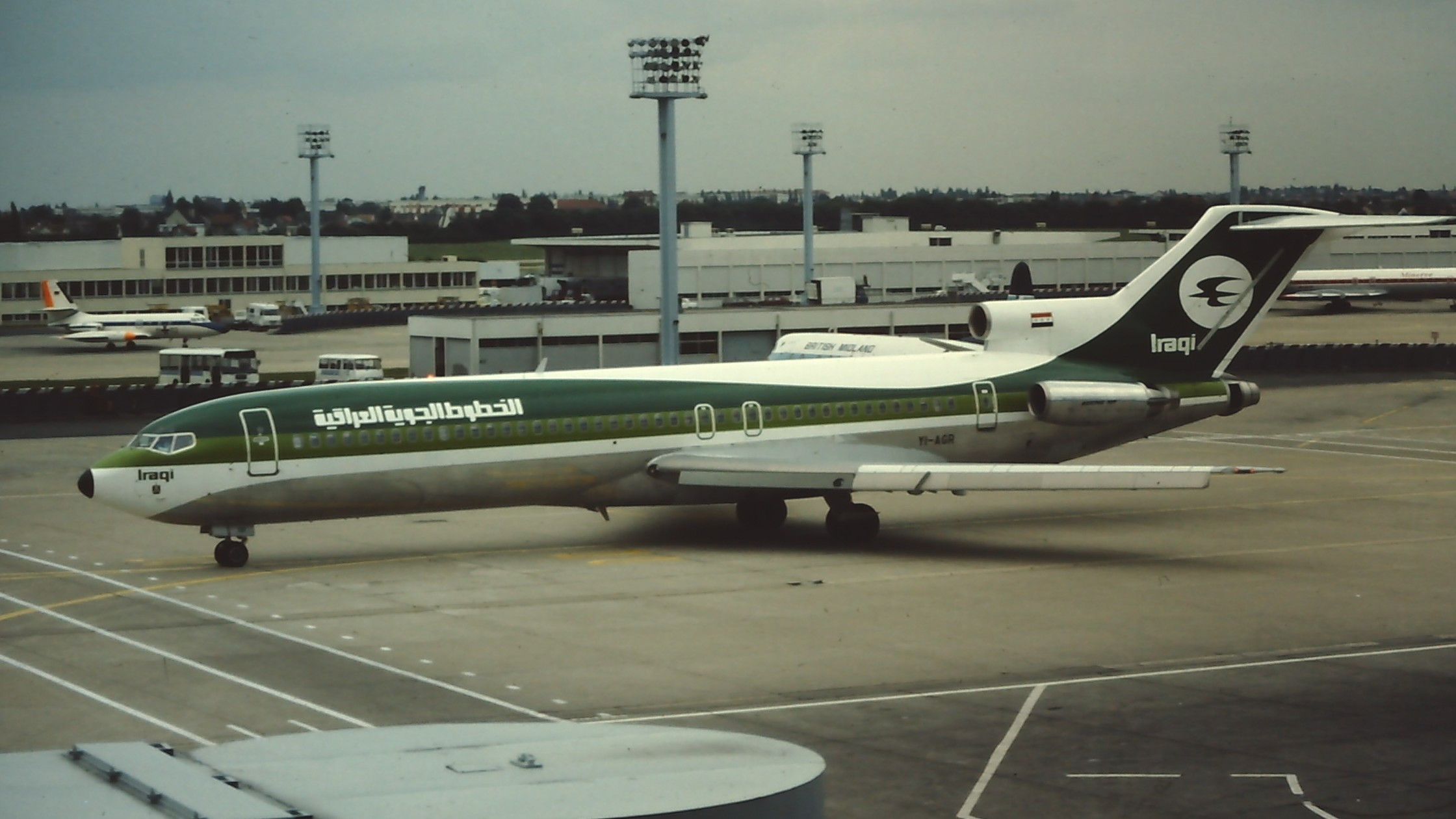
Літак Boeing 727-270 «Іракських авіаліній» в Паризькому аеропорту Орлі, Франція. 1981 рік.

У 1991 році компанія робить спроби відновити виконання польотів. Рада Безпеки ООН дає на це дозвіл, але тільки для рейсів літаками всередині країни і вертольотами на обмежених територіях. Однак незабаром польоти знову припиняються, так як США і Велика Британія оголосила про введення в Іраку безпілотних зон.

### Відродження
Після війни в Іраку, 30 травня 2003 року, авіакомпанія заявила про плани відновлення міжнародних перевезень. Була створена компанія «Iraqi Airways Company», якій було доручено відтворити національну авіакомпанію. Перший рейс після довгого простою був здійснений 3 жовтня 2004 року за маршрутом Багдад — Амман — Багдад.
З березня 2009 року «Іракські авіалінії» починають відновлення польотів до Європи. Був здійснений перший за 19 років рейс Багдад — Стокгольм — Багдад.

## Власники і керівництво
Юридична назва «Іракських авіаліній» — «Iraqi Airways Company». Підприємство на 100% належить Уряду Іраку. Генеральний директор компанії — Саїд Аль-Хафаджі.

## Флот
Станом на жовтень 2016 року флот «Iraqi Airways» складався з таких літаків: 

## Маршрутна мережа
«Іракські авіалінії» станом на листопад 2014 року виконують рейси в 81 місто 48 країн світу. Причому більшість авіасполучень компанії в Європейський Союз почалися лише у 2009 році.

### Повернення в Лондон
24 квітня 2010 року авіакомпанія здійснила перший за останні 20 років рейс Багдад — Лондон — Багдад в аеропорт «Гатвік». Заборона на польоти у Велику Британію авіакомпанія отримала, коли ООН у 1990 році ввела санкції проти Іраку у відповідь на введення військ в Кувейт.

## Авіакатастрофи та події
За всю історію компанії відбулося близько 70 різних інцидентів та пригод. Ось деякі з них:
- 10 жовтня 1955 року — літак Vickers VC.1 Viking 644 в аеропорту Багдада з'їхав з ВПП у кювет і загорівся. Всі 19 пасажирів і членів екіпажу вижили. Борт списаний.
- 19 березня 1965 року — в Каїрі літак Vickers Viscount 773 зніс ряд посадочних ліхтарів. Постраждалих немає, борт списаний.
- 17 квітня 1973 року — літак Vickers Viscount 735 здійснив посадку на фюзеляж в аеропорту Мосула. На борту перебували 33 людини. Ніхто з них не постраждав. Літак списаний.
- 1 березня 1975 року — літак Boeing 757-200, що виконував рейс Мосул — Багдад був захоплений трьома грабіжниками. Під час події загинула одна людина.
- 23 вересня 1980 року — в аеропорту Багдада при посадці впав Іл-76. Вважається, що літак був подстрелян іранськими винищувачами. Ніхто з знаходилися на борту членів екіпажу не вижив.
- 24 вересня 1980 року — пожежа на борту стоїть Ан-24 в аеропорту Кіркука. Списаний.
- 22 квітня 1982 року — при посадці зазнав аварії Ан-24. Екіпаж загинув.
- 28 серпня 1982 року — Ан-24 впав при зльоті в аеропорту Алі. Загиблих немає, списаний літак.
- 16 вересня 1984 року — Boeing 737-270, що виконував рейс 123 Ларнака — Багдад, був викрадений. Всі три нальотчики знищені. Пасажири і екіпаж не постраждали.
- 25 грудня 1986 року — спроба захоплення літака Boeing 737-270 (рейс 163 Багдад—Амман) над Саудівською Аравією. Два вибухи на борту забрали життя 63 осіб з 106.
- Під час війни в Перській затоці бомбардуванням американських солдатів був знищений Ту-124.

## Цікаві факти
- Один з передбачуваних лідерів «Аль-Каїди» — колишній пілот «Іракських авіаліній»[12].